# Les Michkas contre Ioudenitch
Pour plus de détails, voir Fiche technique et Distribution.
Les Michkas contre Ioudenitch (en russe : Мишки против Юденича, Mishki protiv Yudenicha) est un film muet soviétique en noir et blanc du genre comédie réalisé par Grigori Kozintsev et Leonid Trauberg et sorti en 1925.
Le film est considéré comme perdu, mais il en existe une version « reconstituée », qui a été réalisée grâce à une série de photographies prises pendant le tournage.

## Synopsis
Michka, un jeune garçon, a pour compagnon un ours, également nommé Michka, dont il a soigné la patte. Les deux compères se retrouvent au quartier général du général Nikolaï Ioudenitch pendant la guerre civile russe et sont incorporés dans son armée. Ils poursuivent trois espions, les attrapent et les livrent à l'Armée rouge.

## Fiche technique
- Titre : Les Michkas contre Ioudenitch
- Titre original russe : Мишки против Юденича
- Réalisation : Grigori Kozintsev, Leonid Trauberg
- Scénario : Grigori Kozintsev, Leonid Trauberg, Irina Kounina
- Opérateur : Friedrich-Verigo Darovskikh
- Chef décorateur : Eugene Aeneas
- Montage : Boris Spies
- Studio : SevZapKino
- Longueur et durée : 680 mètres, 25 minutes
- Format : Muet, noir et blanc
- Pays : URSS
- Date de sortie : 23 mai 1925

## Distribution
- Aleksandre Zavyalov : Mishka, vendeur de journaux
- Pavel Berezine : l'ours
- Sergueï Guerassimov : un espion (armée blanche)
- Andreï Kostrichkin : un espion
- Pauline Pona : une espionne
- Eugène Kumeyko : le général Ioudenitch
- Emil Gal : le photographe
- Ianina Jeïmo : garçon (rôle travesti)

## Liminaire
Les Michkas contre Ioudenitch a été réalisé par le collectif pétersbourgeois (en même temps qu'école théâtrale et cinématographique) la Fabrique de l'acteur excentrique, actif de 1921 au début des années 1930 et initié par Kozintsev et Trauberg.
Initialement le film a été titré Небывалые приключения газетчика Мишки среди белогвардейцев, ce qui peut se traduire par Les Aventures extraordinaires d'un reporter chez les ours blancs.

## Le titre
Le titre joue sur le nom « Michka », qui est à la fois le diminutif du prénom « Михаил » (Mikhaïl) et un surnom fréquemment donné aux ours en Russie.

## Le général Ioudenitch
Nikolaï Nikolaïevitch Ioudenitch (1862-1933) était un commandant de l'armée impériale russe au cours de la Première Guerre mondiale et fut un chef de file des Armées blanches (anticommunistes) pendant la guerre civile russe.

## Considérations sur le film
- Les Michkas contre Ioudenitch est le dernier film de la première période, purement excentrique, de la Fabrique de l'acteur excentrique et est considéré comme un trait d'union entre la seconde période, plus mûre. Basé au départ sur un scénario écrit pour les enfants d'Irina Kounina, le scénario du film a été élaboré en cours de tournage.
- Le film a été tourné dans l'esprit du burlesque américain.
- L'idée du couple homme-animal vient du duo mythologique formé par Androclès et le lion.
- N'ayant pas les moyens de travailler avec un ours, c'est l'acteur Pavel Berezine qui, revêtu d'une peau d'ours, joue le rôle de l'animal.
- L'armée blanche y est représentée de façon excessivement caricaturale.
- L'acteur principal, Aleksandre Zavyalov, est devenu opérateur.

## Reconstitution du film
Dans le cadre du programme « Retour des chefs-d'œuvre, reconstruction des films "disparus" » (проект Возвращенные Шедевры (реконструкция «погибших» фильмов), Les Michkas contre Ioudenitch est « reconstruit » grâce à un matériau authentique préservé, notamment quelques photographies prises au cours du tournage. L'historien du cinéma Nikolaï Izvolov a dirigé le travail, effectué au  studio Netski Savva Koulich. Le film, d'une durée de seize minutes, a été présenté en 2006, à Sotchi au Festival ouvert de cinéma russe Kinotavr.